# Različica SARS-CoV-2 alfa
Različica alfa virusa SARS-CoV-2, imenovana tudi varianta alfa, linija B.1.1.7 ali neustrezno britanska različica je ena od virusnih različic SARS-CoV-2, povzročitelja covida 19. Velja za 40–80 % lažje prenosljivo od prvotne (divje) različice virusa. Prvič so jo odkrili novembra 2020 iz vzorca, ki so ga odvzeli septembra istega leta pri bolniku iz Velike Britanije. Različica se je hitro razširila, kar pripisujejo mutacijam konične beljakovine. Od druge polovice decembra 2020 je ta različica v Veliki Britaniji prispevala k večjemu številu okužb, številčnejšim hospitalizacijam in večjemu pritisku na zdravstveni sistem. Različica alfa se je razširila tudi v druge evropske države in na druge celine.
Svetovna zdravstvena organizacija jo je 31. maja 2021 opredelila kot zaskrbljujočo različico. To so različice virusa SARS-CoV-2 z mutacijami v domeni za receptorsko vezavo (RBD, angl. Receptor Binding Domain), ki občutno povečajo vezavno afiniteto virusa na receptorje ter posledično povečajo prenašanje virusa.

## Mutacije
Različica alfa ima spremembe v konični beljakovini (proteinu S). Del »virusne bodice«, imenovan »domena za receptorsko vezavo – angl. Receptor Binding Domain, okr. RBD«, je ključna beljakovina virusa, s katero se pripenja na receptorje ACE-2 in proti kateri gostitelj tvori zaščitna nevtralizacijska protitelesa. Pri tej različici virusa je prisotna mutacija N501Y, ki povzroči, da se virus močneje veže na receptorje ACE-2. Posledično se zelo poveča nalezljivost virusa.
Sicer je različico alfa značilnih skupno 23 mutacij: 14 nesinonimnih mutacij, 3 delecije in 6 sinonimnih mutacij  (torej 17 mutacij, ki vplivajo na beljakovine, in 6 mutacij, ki ne vplivajo na beljakovine

## Različica alfa v Sloveniji
Nacionalni laboratorij za zdravje, okolje in hrano je 19. januarja 2021 objavil, da obstaja sum, da so različico alfa prvič zaznali tudi pri osebi v Sloveniji.  Pri osebi, ki je pripotovala iz Anglije, so zaznali virus, zelo podoben novemu angleškemu sevu. Pridobljena sekvenca virusne dednine ni bila popolna, zato različice niso mogli potrditi z gotovostjo. Kasneje se je v Sloveniji različica alfa že močno razširila in je na primer sredi maja 2021 predstavljala prevladujoč delež med analiziranimi vzorci. Različica alfa je v Sloveniji prevladovala med analiziranimi vzorci do julija, ko je začela prevladovati različica delta.